# ماث موراي
ماث موراي (بالإنجليزية: Matt Murray)‏ (25 ديسمبر 1929 في المملكة المتحدة - 28 أبريل 2016) هو لاعب كرة قدم بريطاني في مركز جناح ‏. لعب مع نادي سانت ميرين ونادي بارو.